# Coopers & Lybrand
Coopers & Lybrand var en av de sex stora internationella revisions- och konsultorganisationerna som gemensamt benämndes Big Six fram till 1998. Det året gick Coopers & Lybrand samman med konkurrenten Price Waterhouse i en global fusion och bildade PricewaterhouseCoopers (numera PwC).
I Sverige representerades Coopers & Lybrand av medlemsfirman Öhrlings Coopers & Lybrand.
Den internationella organisationen Coopers & Lybrand bildades 1957 efter samgående av flera medelstora brittiska, amerikanska och kanadensiska firmor. Namnet kan härledas till William Cooper som började bedriva revisionsverksamhet 1854 i London samt Lybrand, Ross Brothers and Montgomery som bildades 1898 i USA.